# Port-des-Barques
Port-des-Barques är en kommun i departementet Charente-Maritime i regionen Nouvelle-Aquitaine i västra Frankrike. Kommunen ligger  i kantonen Saint-Agnant som ligger i arrondissementet Rochefort. År 2022 hade Port-des-Barques 1 754 invånare.

## Befolkningsutveckling
Antalet invånare i kommunen Port-des-Barques
Referens:INSEE